# Pedro Kos
Pedro Kos é um diretor e editor de cinema brasileiro-estadunidense. Ele dirigiu Bending the Arc (2017), Rebel Hearts (2021), Lead Me Home (2021), In Our Blood (2024) e The White House Effect (2024).

## Vida pessoal
Kos nasceu no Rio de Janeiro e foi criado entre lá, Nova Iorque e Miami. Ele recebeu seu diploma de Bacharel em Direção Teatral pela Universidade Yale.

## Carreira
Kos foi editor em Lixo Extraordinário, dirigido por Lucy Walker, The Island President, de Jon Shenk, The Crash Reel, dirigido por Walker, e The Square, dirigido por Jehane Noujaim, pelo qual ganhou um Emmy de melhor edição de imagem para programação de não ficção.
Em 2017, Kos codirigiu, juntamente com Kief Davidson, Bending the Arc, um documentário sobre médicos e humanitários dedicados aos cuidados de saúde em países empobrecidos.
Em 2020, Kos atuou como produtor e roteirista em The Great Hack, dirigido por Noujaim e Karim Amer, que recebeu uma indicação ao Primetime Emmy Award de melhor documentário ou especial de não ficção.
Em 2021, Kos dirigiu, escreveu e produziu Rebel Hearts, um documentário sobre freiras do Immaculate Heart College. Teve sua estreia mundial no Festival de Cinema de Sundance de 2021 e foi adquirido pela Discovery+ para um lançamento em junho de 2021. No mesmo ano, Kos codirigiu com Jon Shenk, Lead Me Home para a Netflix, recebendo uma indicação ao Oscar de melhor documentário de curta-metragem.
Em 2024, Kos fez sua estreia na ficção com In Our Blood, um thriller de terror que gira em torno de uma documentarista que se reencontra com sua mãe afastada. Teve sua estreia mundial no Fantasia International Film Festival em julho de 2024. No mesmo ano, Kos codirigiu com Jon Shenk e Bonni Cohen, The White House Effect, um documentário que gira em torno das mudanças climáticas.